# La Chapelle-Fleurigné
La Chapelle-Fleurigné est une commune française située dans le département d'Ille-et-Vilaine, en région Bretagne. Créée le 1er janvier 2024, elle est  issue de la fusion des communes de  La Chapelle-Janson et Fleurigné.

## Géographie

### Localisation
La commune nouvelle de la Chapelle-Fleurigné se trouve au nord-est de l'Ille-et-Vilaine, à la frontière du département de la Mayenne, dans la petite région agricole de Fougères. À vol d'oiseau, elle se situe à 50,3 km de Rennes, préfecture du département, et à 7 km de Fougères, sous-préfecture. La commune fait en outre partie du bassin de vie de Fougères.
Les communes les plus proches sont : Beaucé (4,1 km), Laignelet (4,3 km), La Selle-en-Luitré (4,5 km), La Pellerine (5,1 km), Le Loroux (5,9 km), Luitré (7,2 km) et Larchamp (7,8 km).
| Laignelet                 | Le Loroux                 |                        |
| Beaucé La Selle-en-Luitré | La Chapelle-Fleurigné     | Larchamp (Mayenne)     |
|                           | Luitré (Luitré-Dompierre) | La Pellerine (Mayenne) |

### Évolution du territoire
Le 1er janvier 2024, la commune de La Chapelle-Fleurigné est créée sous le régime de la commune nouvelle par fusion des communes de  La Chapelle-Janson et Fleurigné par arrêté préfectoral du 27 septembre 2023, sous la graphie La Chapelle Fleurigné. Un arrêté rectificatif est publié le 5 octobre 2023 avec la graphie avec trait d'union La Chapelle-Fleurigné. Les deux anciennes communes deviennent communes déléguées. Le chef-lieu est fixé à la mairie de La Chapelle-Janson.

### Géologie et relief
La superficie de la commune est de 45,13 km2. L'altitude du territoire communal varie de 79 mètres à 249 mètres.

### Hydrographie
Pour un article plus général, voir Réseau hydrographique d'Ille-et-Vilaine.
La commune est située dans le bassin Loire-Bretagne. Elle est drainée par la Motte d'Yné, le ruisseau la montfromerie, la rivière de la Motte d'yné, le ruisseau de la Pichonnais, le ruisseau de Rouyon, le ruisseau des Maladreries, et un autre petit cours d'eau,.
La Motte d'Yné, d'une longueur de 12 km, prend sa source dans la commune de Larchamp et se jette  dans le Couesnon à Beaucé, après avoir traversé cinq communes. 

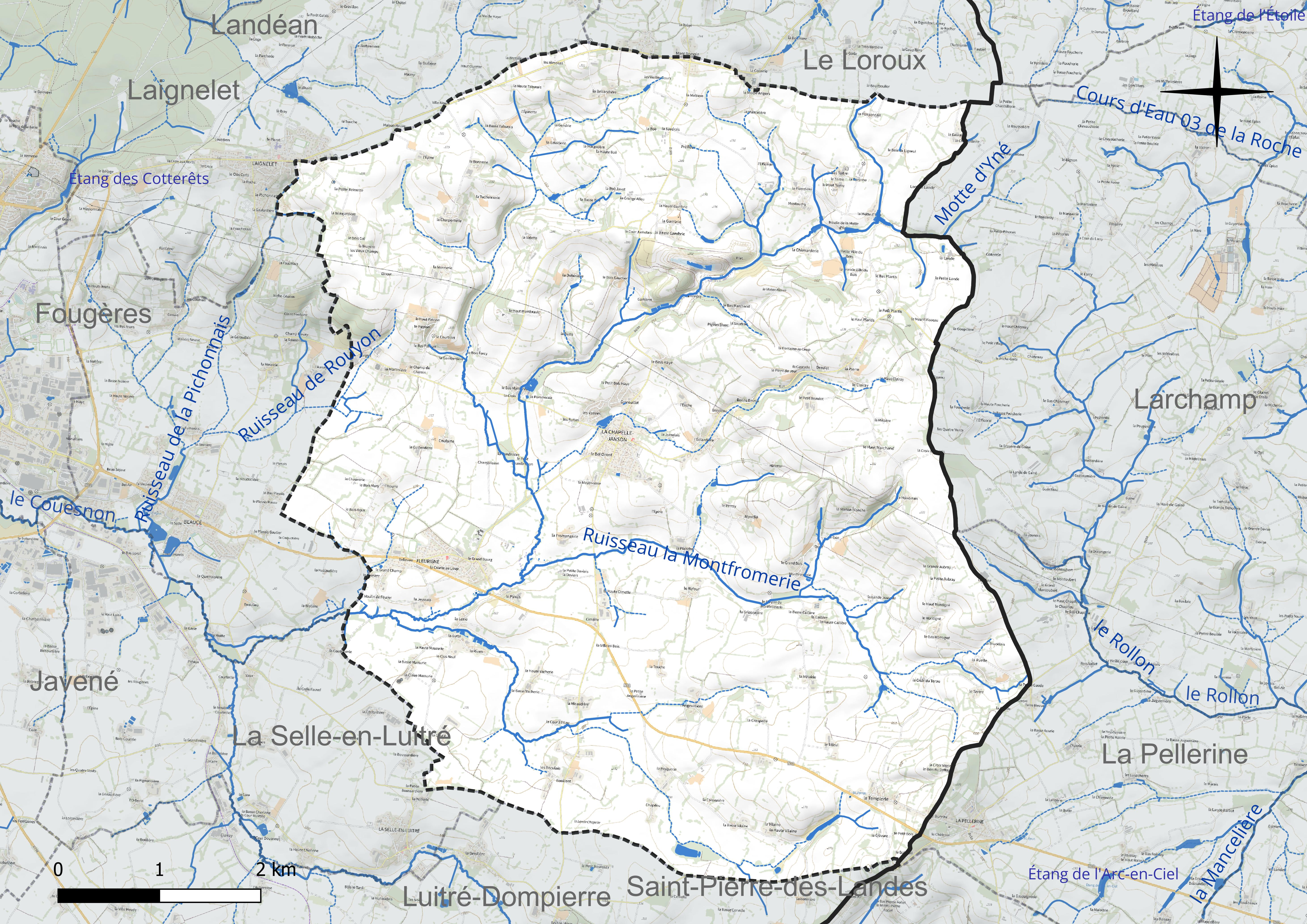
Réseau hydrographique de la La Chapelle-Fleurigné.

### Climat
Le climat qui caractérise la commune est qualifié, en 2010, de « climat océanique franc », selon la typologie des climats de la France qui compte alors huit grands types de climats en métropole. En 2020, la commune ressort du type « climat océanique » dans la classification établie par Météo-France, qui ne compte désormais, en première approche, que cinq grands types de climats en métropole. Ce type de climat se traduit par des températures douces et une pluviométrie relativement abondante (en liaison avec les perturbations venant de l'Atlantique), répartie tout au long de l'année avec un léger maximum d'octobre à février.
Les paramètres climatiques qui ont permis d'établir la typologie de 2010 comportent six variables pour les températures et huit pour les précipitations, dont les valeurs correspondent à la normale 1971-2000. Les sept principales variables caractérisant la commune sont présentées dans l'encadré ci-après.
| Paramètres climatiques communaux sur la période 1971-2000 - Moyenne annuelle de température : 10,9 °C - Nombre de jours avec une température inférieure à −5 °C : 2 j - Nombre de jours avec une température supérieure à 30 °C : 2,5 j - Amplitude thermique annuelle : 13,2 °C - Cumuls annuels de précipitation : 902 mm - Nombre de jours de précipitation en janvier : 13,7 j - Nombre de jours de précipitation en juillet : 8,1 j |

Avec le changement climatique, ces variables ont évolué. Une étude réalisée en 2014 par la Direction générale de l'Énergie et du Climat complétée par des études régionales prévoit en effet que la température moyenne devrait croître et la pluviométrie moyenne baisser, avec toutefois de fortes variations régionales. Ces changements peuvent être constatés sur la station météorologique de Météo-France la plus proche, « Fougeres », sur la commune de Fougères, mise en service en 1966 et qui se trouve à 7 km à vol d'oiseau,, où la température moyenne annuelle est de 11,7 °C et la hauteur de précipitations de 923,2 mm pour la période 1981-2010.
Sur la station météorologique historique la plus proche, « Rennes-Saint-Jacques », sur la commune de Saint-Jacques-de-la-Lande, mise en service en 1945 et à 56 km, la température moyenne annuelle évolue de 11,7 °C pour la période 1971-2000, à 12,1 °C pour 1981-2010, puis à 12,4 °C pour 1991-2020.

## Urbanisme

### Typologie
Au 1er janvier 2024, La Chapelle-Fleurigné est catégorisée commune rurale à habitat dispersé, selon la nouvelle grille communale de densité à sept niveaux définie par l'Insee en 2022.
Elle est située hors unité urbaine. Par ailleurs la commune fait partie de l'aire d'attraction de Fougères, dont elle est une commune de la couronne,. Cette aire, qui regroupe 26 communes, est catégorisée dans les aires de 50 000 à moins de 200 000 habitants,.

## Histoire
Le 1er janvier 2024, La Chapelle-Janson et Fleurigné fusionnent pour créer la commune nouvelle de La Chapelle Fleurigné, sans trait d'union contrairement aux règles de graphies des noms officiels de communes en France. Un arrêté rectificatif est publié le 5 octobre 2023 pour s'y conformer en fixant le toponyme La Chapelle-Fleurigné avec trait d'union.

## Politique et administration

### Liste des maires
| Période        | Période  | Identité    | Étiquette | Qualité                                                                                     |
| -------------- | -------- | ----------- | --------- | ------------------------------------------------------------------------------------------- |
| 4 janvier 2024 | En cours | Alain Forêt | DVD       | Cadre 7e vice-président de Fougères Agglomération Maire de La Chapelle-Janson (2011 → 2023) |

### Communes déléguées
| Nom                        | Code Insee | Intercommunalité          | Superficie (km2) | Population (dernière pop. légale) | Densité (hab./km2) |
| -------------------------- | ---------- | ------------------------- | ---------------- | --------------------------------- | ------------------ |
| La Chapelle-Janson (siège) | 35062      | CA Fougères Agglomération | 26,96            | 1 501 (2022)                      | 56                 |
| Fleurigné                  | 35112      | CA Fougères Agglomération | 18,17            | 929 (2022)                        | 51                 |

## Démographie
L'évolution du nombre d'habitants est connue à travers les recensements de la population effectués dans la commune depuis sa création.
En 2022, la commune comptait 2 430 habitants.
| 2020  | 2021  | 2022  |
| ----- | ----- | ----- |
| 2 112 | 2 409 | 2 430 |

## Lieux et monuments
La commune compte un monument historique :
- l'église Saint-Martin, construite au XVIIe siècle en s'inspirant de formes architecturales italiennes, inscrite par arrêté du 17 avril 1931[33]. Elle offre un excellent exemple de l'architecture du règne de Louis XIV. Reconstruite par la famille de Langan, elle a la forme d'une croix latine et les croisillons du transept à pans coupés. Le clocher est formé de campaniles à dômes superposés. La cloche date de 1569.

Autres monuments notables :
- le château du Bois Février, XVIIIe siècle[34] ;
- le château de Montbrault, XIIe siècle, reconstruction en 1903 ;

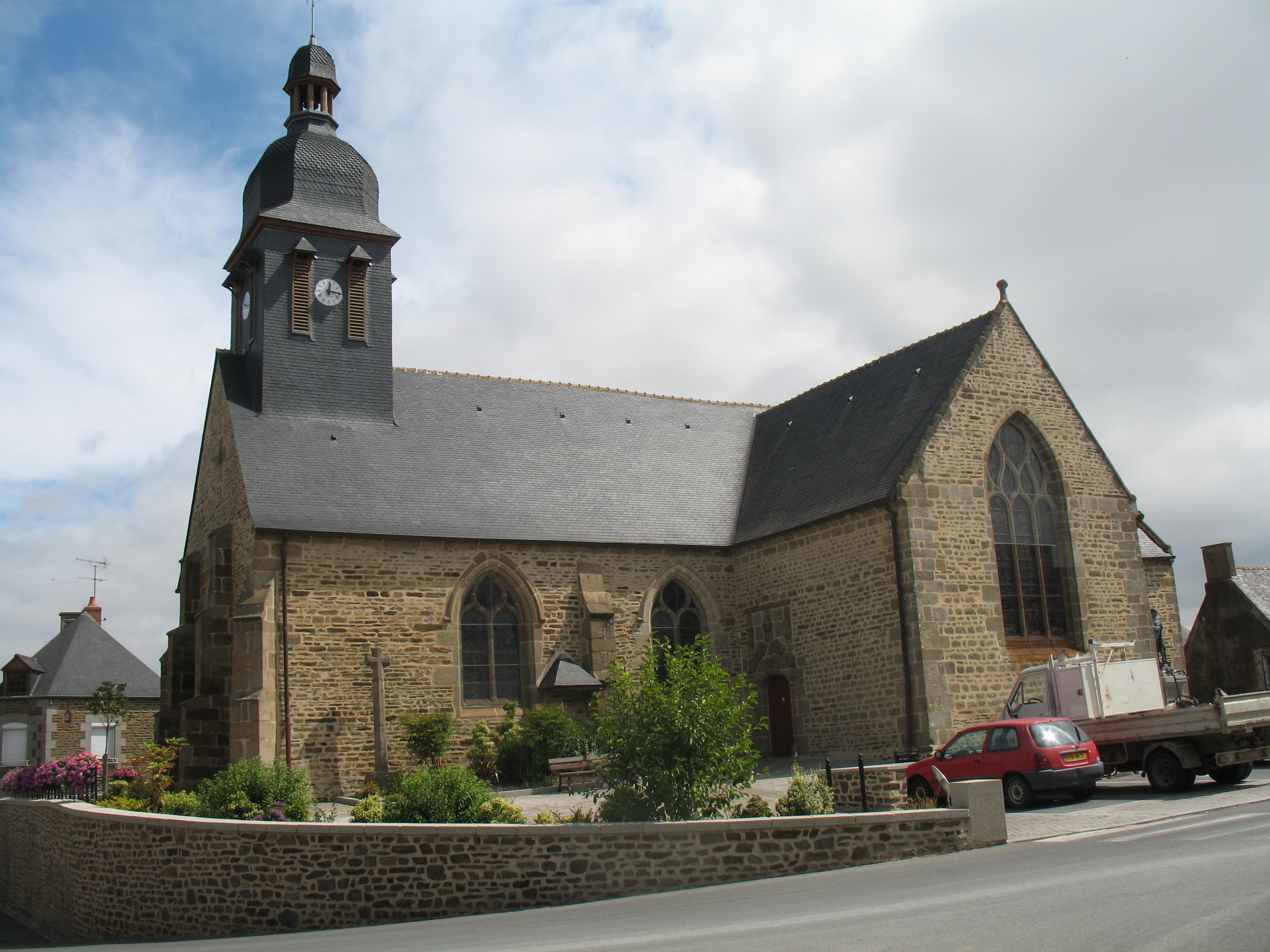
L'église Saint-Lézin.

- l'église Saint-Lezin de la Chapelle-Janson a été construite du XVe au XVIe siècle. Elle dépendait alors de l'abbaye Saint-Georges de Rennes. Elle a été fortement remaniée aux XVIIe et XVIIIe siècles[35]. Le chœur est décoré de peintures murales par l'artiste Louis Garin (1888-1959) dans les années 1920[36].

## Personnalités liées à la commune
- Joseph Groussard, ancien coureur cycliste professionnel, né à la Chapelle-Janson le 2 mars 1934.
- Georges Groussard, ancien coureur cycliste professionnel, né à la Chapelle-Janson  le 22 mars 1937.
- Eduardo Camavinga, footballeur international français, a grandi à la Chapelle-Janson  et a donné son nom au stade[37].